# Caleb Flaxey
Caleb Flaxey (Scarborough, 30 de agosto de 1983) es un deportista canadiense que compitió en curling. Participó en los Juegos Olímpicos de Sochi 2014, obteniendo una medalla de oro en la prueba masculina.

## Palmarés internacional
| Juegos Olímpicos | Juegos Olímpicos | Juegos Olímpicos | Juegos Olímpicos |
| Año              | Lugar            | Medalla          | Prueba           |
| ---------------- | ---------------- | ---------------- | ---------------- |
| 2014             | Sochi (Rusia)    | Medalla de oro   | Equipo           |